# 広島県立竹原高等学校
広島県立竹原高等学校（ひろしまけんりつ たけはらこうとうがっこう）は、広島県竹原市竹原町にある県立の高等学校。

## 概要
1906年（明治39年）創立の高等女学校と1942年（昭和17年）創立の実業学校を前身とする。1948年（昭和23年）の学制改革により、両校は統合され新制高等学校となる。2016年（平成28年）に創立110周年を迎えた。
設置課程・学科
全日制課程 2学科
- 普通科
- 商業科

校訓
「継続は力なり」
実践目標
「顧言」（こげん）
校章
竹の葉とオリーブの葉を組み合わせたものを背景にして、中央に「高」の文字を置いている。
校歌
作詞は大木博夫、作曲は乗松昭博による。歌詞は3番まであり、校名は歌詞中に登場しない。
また校歌とは別に「竹高讃歌」がある。作詞は谷房穂、作曲は日高脩による。歌詞は3番まであり、各番に校名の「竹高」が登場する。

## 沿革
高等女学校
- 1906年（明治39年）
  - 3月17日 - 「私立竹原女学校」設立が認可される。
  - 4月20日 - 竹原町栄町の仮校舎において開校。
- 1928年（昭和3年）4月1日 - 移管により「広島県立竹原高等女学校」と改称。修業年限を4年、生徒定員を440名とする[1]。

商業学校・工業学校
- 1942年（昭和17年）
  - 2月20日  - 「広島県立竹原商業学校」の設立が認可される。修業年限を5年、生徒定員を500名とする。
  - 4月11日 - 竹原国民学校（現・竹原市立竹原小学校）校舎の一部を仮校舎として開校。
- 1943年（昭和18年）
  - 4月1日 - 中等学校令の施行により、この時の入学生から修業年限が4年となる。
  - 10月18日 - 新校舎が完成し移転を完了。
- 1944年（昭和19年）3月8日 - 教育ニ関スル戦時非常措置方策により、工業学校に転換。「広島県立竹原工業学校」に改称。
  - 造船科と金属工業科が設置される。

新制高等学校
- 1948年（昭和23年）
  - 5月3日 - 学制改革により上記2校が統合の上、新制高等学校「広島県竹原高等学校」が発足。定時制課程（夜間）が併置される。
  - 6月30日 - 広島県三津高等女学校と広島県内海高等女学校の2校を統合の上、それぞれ定時制の安芸津分校・安浦分校とする。
- 1949年（昭和24年）4月30日 - 高校三原則に基づく公立高校再編により、総合制の「広島県竹原高等学校」が発足。
  - 通常制（全日制課程）4学科（普通・家庭・商業・機械）定時制（夜間）普通科が設置される
- 1954年（昭和29年）3月31日 - 広島県阿賀高等学校への統合により機械科を廃止。
- 1954年（昭和29年）10月 - 県議会で安浦分校に水産科を設置することが決定[2]。
- 1960年（昭和35年）4月20日 - 以降この日を開校記念日と制定。
- 1962年（昭和37年）5月 - 体育館兼講堂と体育部室が完成。
- 1968年（昭和43年）10月1日 - 「広島県立竹原高等学校」（現校名）と改称（県の後に「立」が付される）。
- 1969年（昭和44年）3月 - 本館が完成。
- 1971年（昭和46年）4月 - B校舎が完成。
- 1972年（昭和47年）3月 - 格技場が完成。
- 1977年（昭和52年）3月 - C校舎が完成。
- 1978年（昭和53年）4月1日 - 安芸津分校と安浦分校の2校が統合の上分離し広島県立豊田高等学校として独立。
- 1984年（昭和59年）
  - 4月 - D校舎が完成。
  - 6月 - エレベーター棟が完成。
- 1986年（昭和61年）
  - 2月 - 運動場を改修。
  - 3月 - 体育館兼講堂を改修。
- 2002年（平成4年）2月 - 第2体育館が完成。
- 1997年（平成9年）3月 - クラブハウスが完成。
- 2002年（平成14年）4月1日 - 家庭科の募集を停止。
- 2004年（平成16年）3月31日 - 家庭科を廃止。
- 2006年（平成18年）
  - 4月1日 - 定時制課程の募集を停止。
  - 10月 - 創立100周年記念式典を挙行。記念事業として校訓碑を設置。
- 2008年（平成20年）3月 - 食堂棟を解体。
- 2009年（平成21年）3月31日 - 定時制課程を廃止。
- 2014年（平成26年）3月28日 - 荘川ザクラ記念碑を設置。

## 部活動
運動部
相撲部が全国大会の常連。
文化部

## 著名な出身者
- 今井政之 - 陶芸家（広島県立竹原工業学校卒業）
- 長谷川繁雄 -元プロ野球選手。南海ホークスの400フィート打線で5番を打ち、3割。オールスターゲームにも出場。その後中日ドラゴンズ-近鉄バファローズ
- 大内寛文 - 元ラグビー日本代表選手。浄土真宗 長善寺住職。
- 桐谷広人 - 元将棋棋士。投資家。ほぼ株主優待券のみで生活を行うことで有名。
- 中元勇作 - 元プロ野球選手。東京ヤクルトスワローズ
- 伊藤みのり‐広島ホームテレビアナウンス部部長

## 著名な教職員・関係者
- 迫田穆成 - 同校硬式野球部監督